# Marquis
Marquis je mrakodrap v Miami. Má 63 podlaží a výšku 213,4 metrů, je tak 3. nejvyšší mrakodrap ve městě, ale i ve státě Florida. Výstavba probíhala v letech 2006 – 2009 a za designem budovy stojí firma Arquitectonica.